# Ronde van Italië 1948
| Eindklassement      |                   |              |
| Algemeen klassement | Fiorenzo Magni    | 124h 51' 52" |
| Tweede              | Ezio Cecchi       | + 0' 11"     |
| Derde               | Giordano Cottur   | + 2' 37"     |
| Vierde              | Vito Ortelli      | + 2' 37"     |
| Vijfde              | Primo Volpi       | + 8' 24"     |
| Zesde               | Angelo Brignole   | + 9' 14"     |
| Zevende             | Giulio Bresci     | + 9' 17"     |
| Achtste             | Gino Bartali      | + 11' 52"    |
| Negende             | Serafino Biagioni | + 15' 05"    |
| Tiende              | Alfredo Martini   | + 18' 22"    |
| (Bel)               | geen              |              |
| (Ned)               | geen              |              |
| Rode Lantaarn       | Aldo Bini (41e)   | + 4h 07' 51" |
| Bergklassement      | Fausto Coppi      | ... punten   |
| Tweede              | Ezio Cecchi       | ... punten   |
| Derde               | Gino Bartali      | ... punten   |
| Ploegenklassement   | Wilier            | ?            |
| Tweede              | ?                 | ?            |
| Derde               | ?                 | ?            |

In 1948 ging de 31e Giro d'Italia op 15 mei van start in Milaan. Hij eindigde op 6 juni in Milaan. Er stonden 77 renners verdeeld over 11 ploegen aan de start. Deze ronde werd gewonnen door de Italiaan Fiorenzo Magni.
Aantal ritten: 19

Totale afstand: 4141 km

Gemiddelde snelheid: 33,164 km/h

Aantal deelnemers: 77

## Belgische en Nederlandse prestaties
In totaal namen er 9 Belgen en geen Nederlanders deel aan de Giro van 1948.

### Belgische etappezeges
- Désiré Keteleer won de 11e etappe van Fiuggi naar Perugia.

### Nederlandse etappezeges
- In 1948 was er geen Nederlandse etappezege.

## Etappe uitslagen
| Datum  | Etappe    | Parcours                              | Afstand | Eerste                   | Tweede                   | Derde                    | Klassementsleider     |
| ------ | --------- | ------------------------------------- | ------- | ------------------------ | ------------------------ | ------------------------ | --------------------- |
| 15 mei | etappe 1  | Milaan - Turijn                       | 190 km  | Giordano Cottur (Ita)    | Gildo Monari (Ita)       | Antonio Covolo (Ita)     | Giordano Cottur (Ita) |
| 16 mei | etappe 2  | Turijn - Genua                        | 226 km  | Mario Ricci (Ita)        | Fausto Coppi (Ita)       | Gino Bartali (Ita)       | Giordano Cottur (Ita) |
| 17 mei | etappe 3  | Genua - Parma                         | 243 km  | Luciano Maggini (Ita)    | Fiorenzo Magni (Ita)     | Gino Bartali (Ita)       | Giordano Cottur (Ita) |
| 18 mei | etappe 4  | Parma - Viareggio                     | 266 km  | Luigi Casola (Ita)       | Fiorenzo Magni (Ita)     | Gino Bartali (Ita)       | Giordano Cottur (Ita) |
| 20 mei | etappe 5  | Viareggio - Siena                     | 165 km  | Adolfo Leoni (Ita)       | Oreste Conte (Ita)       | Nedo Logli (Ita)         | Giordano Cottur (Ita) |
| 21 mei | etappe 6  | Siena - Rome                          | 240 km  | Luigi Casola (Ita)       | Fiorenzo Magni (Ita)     | Oreste Conte (Ita)       | Giordano Cottur (Ita) |
| 22 mei | etappe 7  | Rome - Pescara                        | 230 km  | Antonio Bevilacqua (Ita) | Ubaldo Pugnaloni (Ita)   | Renzo Zanazzi (Ita)      | Giordano Cottur (Ita) |
| 23 mei | etappe 8  | Pescara - Bari                        | 347 km  | Adolfo Leoni (Ita)       | Oreste Conte (Ita)       | Giovanni Corrieri (Ita)  | Giordano Cottur (Ita) |
| 25 mei | etappe 9  | Bari - Napels                         | 306 km  | Nedo Logli (Ita)         | Fiorenzo Magni (Ita)     | Ezio Cecchi (Ita)        | Vito Ortelli (Ita)    |
| 26 mei | etappe 10 | Napels - Fiuggi                       | 187 km  | Italo De Zan (Ita)       | Serafino Biagioni (Ita)  | Ubaldo Pugnaloni (Ita)   | Vito Ortelli (Ita)    |
| 27 mei | etappe 11 | Fiuggi - Perugia                      | 265 km  | Désiré Keteleer (Bel)    | Virgilio Salimbeni (Ita) | Gino Bartali (Ita)       | Vito Ortelli (Ita)    |
| 29 mei | etappe 12 | Perugia - Florence                    | 169 km  | Oreste Conte (Ita)       | Quirino Toccacelli (Ita) | Gino Bartali (Ita)       | Vito Ortelli (Ita)    |
| 30 mei | etappe 13 | Florence - Bologna                    | 194 km  | Brunno Pasquini (Ita)    | Alfredo Pasotti (Ita)    | Adolfo Leoni (Ita)       | Vito Ortelli (Ita)    |
| 31 mei | etappe 14 | Bologna - Udine                       | 278 km  | Oreste Conte (Ita)       | Adolfo Leoni (Ita)       | Fausto Coppi (Ita)       | Fiorenzo Magni (Ita)  |
| 1 juni | etappe 15 | Udine - Auronzo di Cadore             | 125 km  | Vincenzo Rossello (Ita)  | Aldo Ronconi (Ita)       | Ezio Cecchi (Ita)        | Ezio Cecchi (Ita)     |
| 3 juni | etappe 16 | Auronzo di Cadore - Cortina d'Ampezzo | 80 km   | Fausto Coppi (Ita)       | Gino Bartali (Ita)       | Giordano Cottur (Ita)    | Ezio Cecchi (Ita)     |
| 4 juni | etappe 17 | Cortina d'Ampezzo - Trente            | 160 km  | Fausto Coppi (Ita)       | Vito Ortelli (Ita)       | Alfredo Pasotti (Ita)    | Fiorenzo Magni (Ita)  |
| 5 juni | etappe 18 | Trente - Brescia                      | 239 km  | Elio Bertocchi (Ita)     | Virgilio Salimbeni (Ita) | Vincenzo Rossello (Ita)  | Fiorenzo Magni (Ita)  |
| 6 juni | etappe 19 | Brescia - Milaan                      | 231 km  | Fiorenzo Magni (Ita)     | Nedo Logli (Ita)         | Quirino Toccacelli (Ita) | Fiorenzo Magni (Ita)  |

 winnaars · 
roze trui · 
  puntenklassement · 
  bergklassement · 
 jongerenklassement · 
 intergiro · 
 ploegenklassement · 
 strijdlust · 
 zwarte trui
Giro d'Italia Next Gen · Giro Donne · Cima Coppi
 Belgische rozetruidragers · etappewinnaars
 Nederlandse rozetruidragers · etappewinnaars
Mannen:
1909 · 
1910 · 
1911 · 
1912 · 
1913 · 
1914 · 
1919 · 
1920 · 
1921 · 
1922 · 
1923 · 
1924 · 
1925 · 
1926 · 
1927 · 
1928 · 
1929 · 
1930 · 
1931 · 
1932 · 
1933 · 
1934 · 
1935 · 
1936 · 
1937 · 
1938 · 
1939 · 
1940 · 
1946 · 
1947 · 
1948 · 
1949 · 
1950 · 
1951 · 
1952 · 
1953 · 
1954 · 
1955 · 
1956 · 
1957 · 
1958 · 
1959 · 
1960 · 
1961 · 
1962 · 
1963 · 
1964 · 
1965 · 
1966 · 
1967 · 
1968 · 
1969 · 
1970 · 
1971 · 
1972 · 
1973 · 
1974 · 
1975 · 
1976 · 
1977 · 
1978 · 
1979 · 
1980 · 
1981 · 
1982 · 
1983 · 
1984 · 
1985 · 
1986 · 
1987 · 
1988 · 
1989 · 
1990 · 
1991 · 
1992 · 
1993 · 
1994 · 
1995 · 
1996 · 
1997 · 
1998 · 
1999 · 
2000 · 
2001 · 
2002 · 
2003 · 
2004 · 
2005 · 
2006 · 
2007 · 
2008 · 
2009 · 
2010 · 
2011 · 
2012 · 
2013 · 
2014 · 
2015 · 
2016 · 
2017 · 
2018 · 
2019 · 
2020 · 
2021 · 
2022 · 
2023 · 
2024 · 
2025
Vrouwen:
1988 · 
1989 · 
1990 · 
1991 ·
1992 ·
1993 · 
1994 · 
1995 · 
1996 · 
1997 · 
1998 · 
1999 · 
2000 · 
2001 · 
2002 · 
2003 · 
2004 · 
2005 · 
2006 · 
2007 · 
2008 · 
2009 · 
2010 · 
2011 · 
2012 ·
2013 · 
2014 ·
2015 ·
2016 ·
2017 ·
2018 ·
2019 ·
2020 ·
2021 ·
2022 ·
2023 ·
2024 ·
2025